# Bảy hoàng tử của Địa ngục

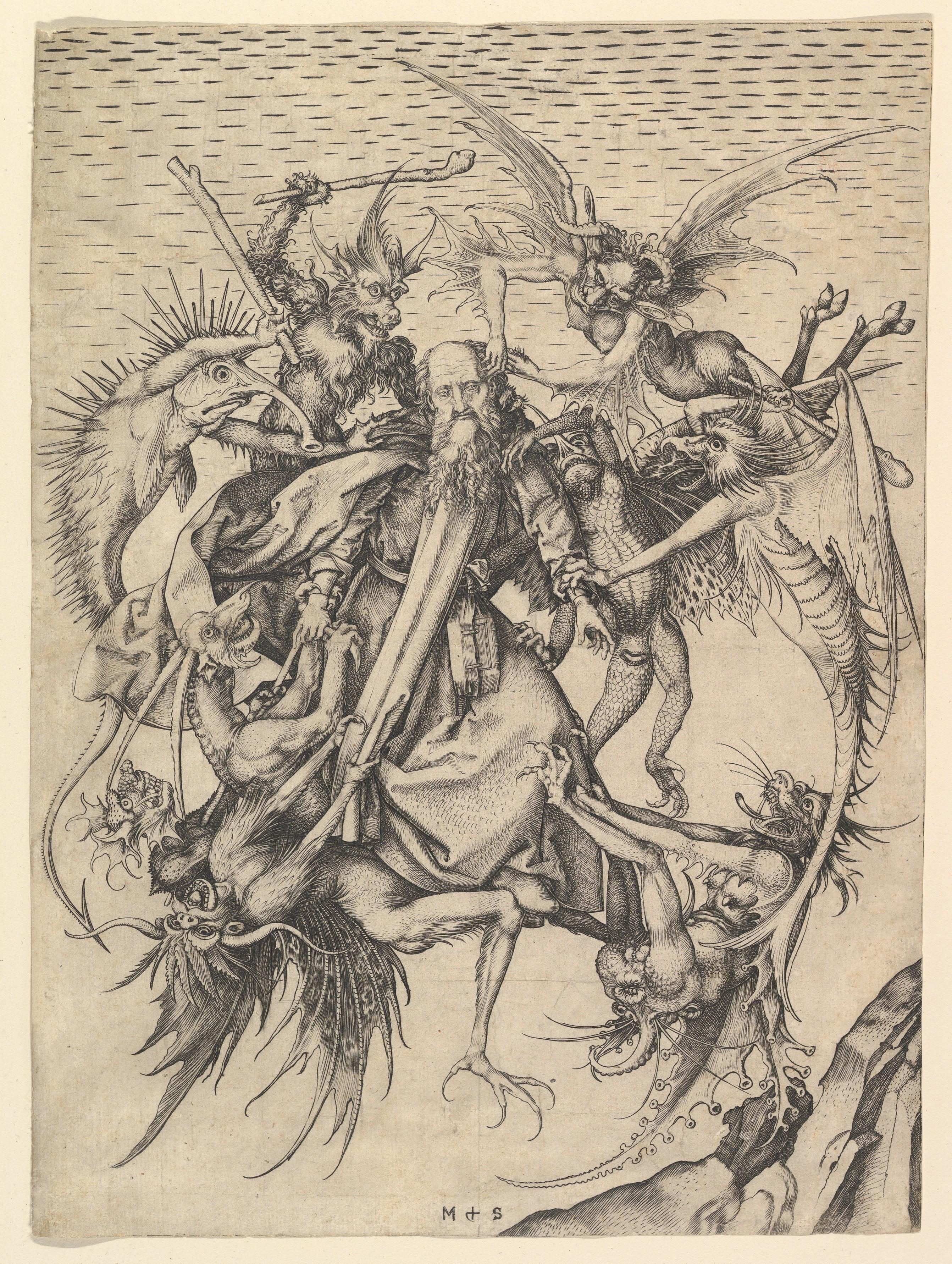
Temptation of St. Anthony bởi Martin Schongauer

Bảy hoàng tử của Địa ngục hay Thất Hoàng tử của bóng tối (tiếng Anh: Seven Princes of Hell hay Princes of the Darkness) là cụm từ dành cho bảy con quỷ có cấp bậc và quyền hạn lớn nhất ở Địa ngục.
Đây là một trong những nỗ lực để phân loại quỷ trong lịch sử bởi các học giả với mục đích hiểu được bối cảnh trong Kinh Thánh và huyền thoại có liên quan đến các linh hồn đối nghịch với Thiên Chúa. Bắt đầu từ "cuộc nổi loạn của Satan", họ được xem như là các thiên thần sa ngã đã nổi dậy chống Thiên Chúa và nhận hình phạt lưu đày vĩnh viễn dưới Địa ngục.

## 7 Tội Lỗi
Thông thường, người ta hay gắn Bảy hoàng tử của Địa ngục với Bảy trọng tội được đề cập đến trong Thánh kinh:
- Lucifer - tội đồ kiêu ngạo  (superbia - pride)
- Mammon - tội đồ tham lam (avaritia - greed)
- Asmodeus - tội đồ dục vọng (luxuria - lust)
- Behemoth - tội đồ phẫn nộ (ira - wrath)
- Beelzebub - tội đồ tham ăn (gula - gluttony)
- Leviathan - tội đồ đố kị (invidia - envy)
- Belphegor - tội đồ lười biếng (acedia - sloth).

## Lucifer
Lucifer là tên đứa con đầu tiên được tạo ra bởi Thiên Chúa và là Luyến thần có quyền năng tối thượng nhất. Tuy nhiên, Lucifer sau đó phản bội lại đức tin của mình chỉ vì không muốn phải phục vụ con người và cho rằng loài người mới là những kẻ hạ đẳng, y sau đó triệu tập tất cả những thiên thần nổi loạn ủng hộ mình (sau này bị gọi là những Thiên thần sa ngã, chiếm khoảng 1/3 trong tổng số thiên thần trên Thiên đàng) và khơi mào cho cuộc Chiến tranh trên Thiên đàng. Theo The Satanic Bible của Anton LaVey, Lucifer là một trong bốn vị vua Địa Ngục, được gán với phương Đông, "chúa tể của những ngọn gió", là "người mang lại ánh sáng", sự thông thái và giác ngộ.
Lucifer được gắn với tội lỗi kiêu ngạo, bởi vì sự kiêu ngạo của bản thân mà hắn đã rơi khỏi ân sủng của Thiên Chúa.

## Beelzebub
Beelzebub, "Chúa tể của loài ruồi" hay "kẻ mang đến đội quân Châu chấu". Trong cuốn "Testament of Solomon", Hắn xuất hiện như hoàng tử của quỷ và nói rằng trước kia hắn là một trong những thiên thần hùng mạnh nhất trên Thiên đường, người đã được (6.7) gắn với ngôi sao Hesperus (Hi văn: Αφροδகτη - Evening Star - Sao Hôm), còn Lucifer là Eosperus (Morning Star - Sao Mai). Beelzebub tuyên bố hắn là nguyên nhân cho sự tàn độc của các bạo chúa, làm cho quỷ được thờ phụng giữa loài người, để kích thích loài người với ham muốn, ghen ghét trong thành phố, giết người và chiến tranh. "The Lost Paradise" (1667) của Milton, cho biết rằng không một ai, ngoại trừ Lucifer, có cấp bậc cao hơn Beelzebub.
Hắn đại diện cho tội phàm ăn tục uống trong Bảy đại tội.

## Leviathan
Leviathan là một loài sinh vật biển thần thoại xuất hiện trong Kinh Thánh. Trong ngành khoa học nghiên cứu ma quỷ, Leviathan là một trong bảy hoàng tử của địa ngục với nhiệm vụ giữ cánh cổng nối giữa Assiah (thế giới vật chất) và Inferno (Hỏa ngục). Trong văn học Do Thái, Leviathan được mô tả giống như một con rồng sống ở Nơi tận cùng sâu thẳm. Leviathan cũng được coi như là một Seraph trước khi sa ngã, cùng với Lucifer và Beelzebub, hắn là vị vua quỷ có cấp bậc cao nhất.
Leviathan được gắn với tội ghen ghét, đố kị.

## Asmodeus
Asmodeus được đề cập nhiều nhất trong "Sách của Tobit". Theo "Lesser Key of Solomon", Hắn là một vị vua quỷ, kẻ cai trị tầng Địa ngục thứ hai và thống lĩnh 72 quân đoàn quỷ. Hắn được biết đến như là nỗi kinh hoàng của các trinh nữ và đại diện cho tội dâm dục. Asmodeus cũng từng là một Seraph đại diện cho bầu trời đêm trước khi về phe Satan, hắn bị ném ra khỏi Thiên đường vào ngày thứ hai sau khi cuộc chiến kết thúc. Đôi khi hắn cũng được cho là con trai/chồng của Naamah, nữ thiên thần sa ngã bảo hộ cho gái mại dâm.
Asmodeus hắn đại diện cho tội đồ dục vọng trong Bảy đại tội

## Behemoth
Behemoth là một loài sinh vật thần thoại được đề cập đến trong tác phẩm Sách Job, 40:15-24. Nó là một loại quái vật đã tồn tại từ khi đất trời được sinh ra, cùng với Leviathan và Ziz. Nó là sức mạnh không thể chế ngự được của Đất đai và là Chúa tể của vùng sa mạc nóng bỏng. Tuy nhiên, Behemoth cũng có hình dạng thiên thần của mình, hắn từng là một Cherub đáng tự hào của Thiên Chúa nhưng đã sa ngã và biến thành một loại quái vật khủng khiếp. Hắn được liên kết với tội Nóng giận, bởi người Do Thái cho rằng động đất là cơn giận dữ của Behemoth.
Behemoth hắn đại diện cho tội đồ phẫn nộ trong Bảy đại tội

## Mammon
Trong Tân Ước, Mammon được xem như là nhân cách hóa của đồng tiền và ham muốn vật chất. Phúc Âm Matthew 6:24: "Không ai có thể làm tôi hai chủ, vì hoặc sẽ ghét chủ này mà yêu chủ kia, hoặc sẽ gắn bó với chủ này mà khinh rẻ chủ nọ. Anh em không thể vừa làm tôi Thiên Chúa vừa làm tôi Tiền Của (Mammon) được." Hắn khiến loài người nổi lòng tham vô độ, khiến người ta trao linh hồn hay những thứ quý giá cho hắn để đổi lấy của cải vật chất.
Mammon đại diện cho tội đồ tham lam trong Bảy đại tội.

## Belphegor
Belphegor là người cuối cùng trong Bảy hoàng tử của Địa ngục và được liên kết với tội Lười biếng. Mặc dù vậy, hắn được tôn trọng như là nhà bác học của Địa ngục và dụ dỗ con người bằng cách hứa sẽ ban cho họ sự khéo léo, tính sáng tạo,... Hắn ta tuyên bố rằng sẽ làm cuộc sống của những ai thờ phụng hắn trở nên thoải mái, nhàn hạ hơn.
Belphegor đại diện cho tội đồ lười biếng trong Bảy đại tội